# 勒瑞克
勒瑞克（法語：Le Juch，法語發音：[lə ʒyk]）是法国菲尼斯泰尔省的一个市镇，位于该省南部偏西，属于坎佩尔区。

## 地理
勒瑞克（48°3'58"N, 4°15'16"W）面积14.38 平方千米，位于法国布列塔尼大區菲尼斯泰尔省，该省份为法国最西部的省份，位于布列塔尼半岛西部，北西南三面环大西洋，东临阿摩尔滨海省和莫尔比昂省。
与勒瑞克接壤的市镇（或旧市镇、城区）包括：杜瓦讷内、古尔利宗、盖恩加、凯尔拉兹、普洛戈内克、普尔代加特。

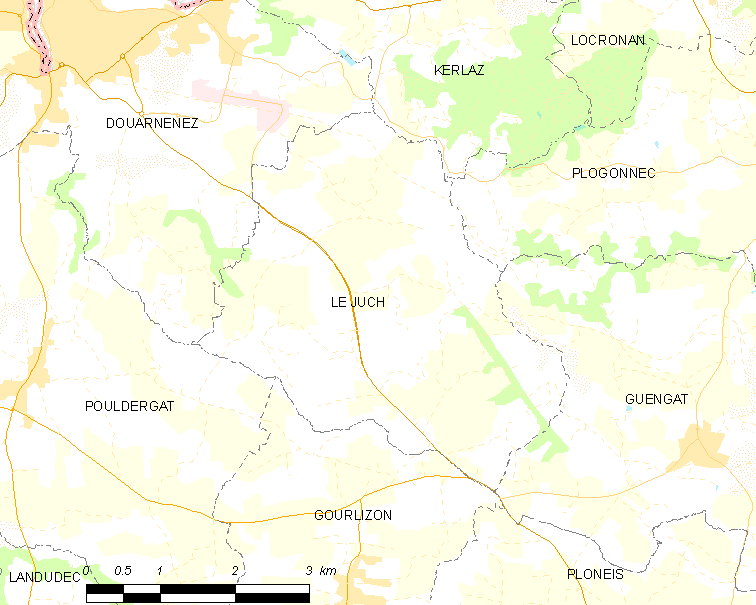
勒瑞克的OSM定位图

勒瑞克的时区为UTC+01:00、UTC+02:00（夏令时）。

## 行政
勒瑞克的邮政编码为29100，INSEE市镇编码为29087。

## 政治
勒瑞克所属的省级选区为杜瓦讷内县。

## 人口

1962-2008年间勒瑞克人口变化图示

勒瑞克于2022年1月1日时的人口数量为753人。